# Martijn Lakemeier
Martijn Lakemeier (* 17. listopadu 1993 Zwijndrecht) je nizozemský filmový herec. Proslavil se především hlavní rolí ve filmu Zima za války (Oorlogswinter), který byl nominován na cenu Oscar v kategorii nejlepší cizojazyčný film.

## Životopis
Martin Lakemeijer se narodil 17. listopadu 1993 ve městě Zwijndrecht v Jižním Holandsku a vystudoval Maastrichtskou akademii dramatických umění (Toneelacademie Maastricht).

## Filmografie
- 2008: Zima za války, režie Martin Koolhoven: Michiel van Beusekom
- 2009: Lover of Loser, režie Dave Schram: Mess
- 2011: Dagen van Gras, (krátkometrážní) režie Tomas Kaan: Ben
- 2011: Sonny Boy, režie Maria Peters: Jan
- 2011: Lotus, režie Pascale Simons: Dave
- 2012: Wij waren wolven, režie Mees Peijnenburg: Mees
- 2012: De Marathon, režie Diederick Koopal: Harry
- 2013: Boven is het stil, režie Nanouk Leopold: Henk

## Ocenění
- 2009: cena Rembrandt Award pro nejlepšího herce (Zima za války)
- 2009: cena Gouden Kalf (Zlaté tele) pro nejlepšího herce (Zima za války)